# Votka János
Votka János (csehül: Jan Votka, Lysa nad Labem, Csehország, 1825. július 25. – Konstantinápoly, Oszmán Birodalom, 1899. december 24.) jezsuita áldozópap és tanár.

## Élete
Ifjú éveiben a jogi tanulmányokat bevégezvén, Prágában lapszerkesztő volt. 1854-ben Rómában a jezsuiták rendjébe lépett és ott folytatta kiképeztetését, a teológiát Innsbruckban végezte. 1860-ban Kalocsán főgimnáziumi tanár, később az intézet igazgatója és bölcselettanára lett. 1873 nyarán távozott Kalocsáról Prágába. 1880-ban XIII. Leó pápa Rómába hívatta, és a balkáni tartományokba és Konstantinápolyba követségbe küldte. Számos munkája jelent meg cseh nyelven, írt bölcseleti tankönyvet magyarul, amely kéziratban maradt.